# Анна де Монпансье
Анна Мария Луиза Орлеанская, герцогиня де Монпансье (фр. Anne Marie Louise d’Orléans, duchesse de Montpensier; 29 мая 1627 года — 3 апреля 1693 года) — французская принцесса королевской крови, дочь Гастона Орлеанского и Марии де Бурбон. Приходилась племянницей Людовику XIII. Также известна как «Великая Мадемуазель» (фр. la Grande Mademoiselle), активная участница Фронды, автор известных «Мемуаров».

## Биография

### Родители
Анна родилась 29 мая 1627 года в Луврском дворце. Её отец, Гастон Орлеанский, носивший титул Месье, был младшим сыном короля Генриха IV. Таким образом Анна приходилась двоюродной сестрой Людовику XIV. Мать, Мария де Бурбон, герцогиня де Монпансье была правнучкой 2-го герцога Монпансье и унаследовала от предков огромное состояние с большим числом титулов. Она умерла при родах Анны. Девочка воспитывалась при дворе короля Людовика XIII под опекой его жены Анны Австрийской.

### Личная жизнь
Принцесса королевской крови и наследница огромного состояния, оставленного матерью, Анна Орлеанская представляла блистательную партию. Одним из первых поклонников герцогини де Монпансье был принц Уэльский, будущий король Англии Карл II, который тогда вынужден был находиться во Франции, пока его отец старался удержать власть в Англии. Однако Анна посчитала кандидатуру принца в изгнании недостаточно подходящей.
В мае 1646 она узнала, что скончалась Мария Анна Испанская, сестра королевы Анны, оставив императора Фердинанда III вдовцом. Тогда она решила стать императрицей, выйдя за него замуж. Однако выяснилось, что император собирается жениться не на ней, а на эрцгерцогине Тирольской. Анна была обижена на придворных, когда узнала, что они скрывали от неё истинное положение дел.
Впоследствии Анна Мария Луиза решила выйти замуж за своего кузена Людовика XIV, который был на десяток лет моложе её. Но её надеждам не суждено было сбыться. Герцогиня прониклась идеями Фронды. Как и её отец, она встала на сторону фрондёров, чему немало способствовала неприязнь к кардиналу Мазарини, которого она считала виновным в неудавшемся браке. Во Фронде принцев Анна присоединилась к силам Великого Конде. Её действия во время вооруженных стычек в Париже были очень решительными. Она не только номинально командовала одной из армий на стороне принцев, но и лично участвовала в военных действиях. 2 июля 1652 герцогиня спасла принца Конде и его людей, стреляя из пушек по королевским войскам и контролируя ворота в город. В конце 1652 года, когда королева-регентша Анна Австрийская и Мазарини восстановили власть, Анна вместе с другими фрондёрами была выслана из столицы.
Только в 1657 году, получив прощение короля, она вновь появилась при дворе. Мадемуазель была все ещё не замужем, но свататься к ней никто не спешил, ввиду её бунтарского прошлого. Анне Орлеанской было почти сорок, когда её внимание привлек Антуан Номпар де Комон, сын худородного графа Лозена и Шарлотты, дочери Анри-Номпара де Комона Ла Форса. В 1670 году Мадемуазель торжественно потребовала разрешение короля выйти замуж за Лозена. Понимая, что нельзя допустить свадьбу кузины с любым из принцев, так как внушительное приданое и статус Анны сделают жениха слишком влиятельным, Людовик разрешил ей вступить в брак с рядовым дворянином. Однако не все при дворе были согласны с решением короля. По неизвестной причине через год, в декабре 1671, последовал арест Лозена, следующие десять лет он провел в Пинероло, и Анна изо всех сил старалась освободить его оттуда. Десять лет спустя герцог был освобожден после того, как Анна согласилась отдать Домб и некоторые другие свои владения внебрачному сыну короля Луи Огюсту.  Возлюбленные (в 1681, когда Лозен был выпущен, ему было почти пятьдесят, а Анне было пятьдесят четыре) тайно обвенчались. Но герцог презрительно относился к жене, и после нескольких случаев явного неуважения Анна Мария Луиза порвала с ним все отношения и отказалась видеть его даже на её смертном одре.

### Последние годы
Герцогиня жила в течение нескольких лет в Люксембургском дворце, где она умерла 3 апреля 1693 года после длительной болезни мочевого пузыря. Анна Мария Луиза была похоронена в аббатстве Сен-Дени; её могила, как и многие другие, была разграблена во время Великой французской революции. Сердце герцогини было передано на хранение в церковь Валь-де-Грас.

## Мемуары
В последние годы жизни она писала мемуары, которые начала тридцатью годами ранее, когда была в немилости. Её воспоминания, впервые опубликованные в 1729 году, имеют большую литературную и историческую ценность, несмотря на то, что они эгоцентричны и чрезвычайно отрывочны. Автор воспоминаний уделяет внимание не столько историческим событиям, сколько живописным эпизодам из собственной жизни. Мемуары позволяют представить себе знаменитостей XVII века — Людовика XIV, Анну Австрийскую, Гастона Орлеанского, принца Конде, Генриетту Английскую — в их домашнем, бытовом обличье. Портрет знаменитой королевы Христины Шведской, посетившей Францию в 1656 году, представляет большой интерес для историка костюма: 
«На ней была юбка из серой шёлковой ткани с золотыми и серебряными кружевами, камлотовое полукафтанье огненного цвета с кружевами того же цвета, что и юбка, и маленькая косичка — золотая, серебряная и чёрная; также на юбке был завязанный платок из генуэзского кружева с бантом огненного цвета: светлый парик, а сзади кольцо, как носят женщины; шляпа с чёрными перьями, которую она держала в руках.» (Пер. В. Д. Алташиной)
В своих мемуарах мадемуазель де Монпансье довольно успешно смешивает разные жанры — дневник, роман, новелла, комедия, фарс.

## Титулы
Анна с рождения имела титул Мадемуазель, который носила старшая незамужняя дочь герцога Орлеанского. Её отец, герцог Орлеанский, носил титул Месье, а впоследствии, когда на трон взошёл Людовик XIV, Гастон стал именоваться Великий Месье, чтобы отличать его от племянника, брата Людовика XIV Филиппа Анжуйского, который получил титул Малого Месье. Вслед за отцом Анна также прибавила к титулу приставку Великая (Гранд) (фр. La grande Mademoiselle), именно под этим именем она известна в романах Дюма.
Анна унаследовала от матери владения и титулы, среди которых:
- Герцогиня де Монпансье, Сен-Фаржо, Шательро, Бопрео;
- Принцесса де Домб, Люк, ля Рош-сюр-Ион, Жуанвиль;
- Дофина д'Овернь;
- Маркиза де Мезьер;
- Графиня д’Э, Форез, Мортен, Бар-сюр-Сен;
- Виконтесса д’Ож, Бресс, Домфрон;
- Баронесса де Божоле, Монтегю-ан-Комбрай, Мирбо, Рош-ан-Ренье, Тьер-ан-Овернь.